# 环辛二烯

1,5-环辛二烯

环辛二烯（有时简称COD）是任何一种化学式为 (CH2)4(C2H2)2的环二烯。 如果不考虑对映异构体，环辛二烯有四种异构体： 1,2-环辛二烯，是一种累积二烯烃、1,3-环辛二烯、1,4-环辛二烯和1,5-环辛二烯。常见的环辛二烯异构体有共轭异构体1,3-环辛二烯和1,5-环辛二烯，它们可以用作过渡金属的配体。  它们都是无色挥发性液体。